# پاسکال (فیلم)
پاسکال (به انگلیسی: PASKAL) یک فیلم اکشن و نظامی مالزیایی محصول سال ۲۰۱۸ به کارگردانی آدریان ته و محصول کمپانی آسیا تراپیکا فیلمز و گلدون اسکرین سینما است. این فیلم با بودجه ۱۰ میلیون رینگیت (۲٫۴ میلیون دلار آمریکا) گرانترین فیلم مالزیایی است که تا کنون ساخته شده‌است.
فیلمبرداری در کوالا لامپور از مارس تا می ۲۰۱۸ انجام شد. اولین نمایش رسمی آن در ۲۷ سپتامبر ۲۰۱۸ بود. این فیلم نقدهای مثبت منتقدان را دریافت کرد و به‌طور کلی تقریباً ۳۰ میلیون رینگیت سود به دست آورد، در دسامبر ۲۰۱۸، این فیلم توسط روزنامه محلی مالزیایی هاریان مترو در فهرست ۱۰ فیلم محلی برتر تاریخ مالزی قرار گرفت.

## داستان
پاسکال یک واحد نخبه در نیروی دریایی سلطنتی مالزی است. این فیلم حوادث واقعی عملیات پاسکال به فرماندهی فرمانده ارشد آرمان انور و تیمش را برای نجات یک کشتی نفت‌کش، که توسط دزدان دریایی سومالی در سال ۲۰۱۱ ربوده شده بود، را دنبال می‌کند و…